# Lu Wenyu
Lu Wenyu, en chino simplificado, 陆文宇, (Hangzhou, 1966) es una arquitecta china y cofundadora, con Wang Shu del Amateur Architecture Studio.

## Trayectoria
Lu estudió arquitectura en la universidad del Suroeste de Nankín. Junto con su compañero de estudios y también arquitecto Wang Shu fundó un estudio de arquitectura, Amateur Architecture Studio, concienciados con la arquitectura tradicional y los conocimientos heredados de la construcción. Escogieron el nombre como protesta por la arquitectura profesional y sin alma practicada en China, que creen ha contribuido a la demolición a gran escala de muchos viejos barrios urbanos. Los proyectos realizados por Lu aplican la construcción tradicional con la visión bioclimática que propicia la eficiencia energética y la sostenibilidad contra el cambio climático y la devastación que causan algunas construcciones humanas en la naturaleza.
Entre los proyectos realizados por Lu destacar la academia de arte del Campus Xiangshan en Hangzhou de 2004, el museo de arte contemporáneo de Ningbo de 2005, el museo histórico de esta misma ciudad, Ningbo, de 2008.
Lu ha sido la primera mujer arquitecta china en ganar el Premio Pritzker de Arquitectura en el año 2012. Y también fue el primer arquitecto que rechazó este premio.
Lu es profesora en la escuela de Arquitectura de la ciudad de Ningbo.

## Obras seleccionadas
- 2001 Biblioteca del colegio Wenzheng Universidad de Suzhou, China, en colaboración con Wang Shu y Tong Ming, Via arquitectura, ISSN: 1137-7402, Nº 10, pág. 32[7]

## Premios
- En 2010, Lu Wenyu junto a su colaborador y socio Wang Shu ganó el premio alemán de arquitectura Schelling Architecture Prize.[8]